# Giải Cánh diều 2020
Giải Cánh diều 2020 là lễ trao giải lần thứ 28 Hội Điện ảnh Việt Nam, cũng là lần thứ 19 kể từ khi giải thưởng chính thức được đặt tên Cánh diều. Lễ trao giải vinh danh những tác phẩm, cá nhân xuất sắc ở các hạng mục: Phim truyện truyền hình, Phim truyện điện ảnh, Phim tài liệu... trong năm 2020.
Theo thông lệ hằng năm, lễ trao giải Cánh diều sẽ diễn ra vào tháng 3 để kỷ niệm ngày Điện ảnh Việt Nam (15 tháng 3 năm 1953), nhưng vì sự ảnh hưởng của Đại dịch COVID-19 tại Việt Nam mà buổi lễ đã bị hoãn đến cuối năm. Đến ngày 22 tháng 12 năm 2021, buổi lễ chính thức được diễn ra tại khách sạn Dolce by Wyndham Hanoi Golden Lake Hà Nội.
Có tất cả 141 tác phẩm tham dự Cánh diều 2020, bao gồm 12 phim truyện điện ảnh, 16 phim truyện truyền hình, 60 phim tài liệu, 12 phim khoa học, 20 phim hoạt hình, 18 phim ngắn và 3 công trình nghiên cứu, lý luận và phê bình điện ảnh.
Ở hạng mục phim điện ảnh, mặc dù Bố già giành được Cánh diều vàng nhưng Gái già lắm chiêu V: Những cuộc đời vương giả là bộ phim giành được nhiều giải thưởng nhất khi chiến thắng Cánh diều bạc và 3 hạng mục khác. Đặc biệt là ở màn phim truyền hình, Trung tâm Phim truyền hình Việt Nam giành được 14 trên tổng số 15 giải thưởng; riêng Hồ sơ cá sấu thuộc loạt phim Cảnh sát hình sự thắng lớn với 4 giải thưởng bao gồm cả Cánh diều vàng.

## Danh sách thắng giải
Các cá nhân, tập thể thắng giải được in đậm:
| 1 | Chỉ phim đoạt Cánh diều vàng |
| 2 | Chỉ phim đoạt Cánh diều bạc  |
| 3 | Chỉ phim nhận bằng khen      |

### Phim điện ảnh
| Phim truyện xuất sắc |                                                                                                  |
| - Bố già - Gái già lắm chiêu V - Trạng Tí phiêu lưu ký - Võ sinh đại chiến - Trái tim quái vật - Con đường có Mặt Trời - Kiều - Người cần quên phải nhớ - Sài Gòn trong cơn mưa - Tiệc trăng máu - Chị Mười Ba: 3 ngày sinh tử - Bằng chứng vô hình |                                                                                                  |
| Đạo diễn xuất sắc | Biên kịch xuất sắc                                                                               |
| - Bảo Nhân, Namcito – Gái già lắm chiêu V | - Tạ Nguyên Hiệp, Nguyễn Quang Huy – Trái tim quái vật                                           |
| Nam diễn viên chính xuất sắc | Nữ diễn viên chính xuất sắc                                                                      |
| - Tuấn Trần – vai Quắn, Bố già - B Trần – vai Lâm, Trái tim quái vật | - Kaity Nguyễn – vai Lý Linh, Gái già lắm chiêu V - Lê Khanh – vai Lý Lệ Hà, Gái già lắm chiêu V |
| Nam diễn viên phụ xuất sắc | Nữ diễn viên phụ xuất sắc                                                                        |
| - Lê Khả Sinh – vai Trung đội trưởng Hùng, Con đường có Mặt Trời | - Karen Nguyễn – vai Vân, Người cần quên phải nhớ                                                |
| Âm thanh xuất sắc | Âm nhạc xuất sắc                                                                                 |
| - Wall Sound – Trạng Tí phiêu lưu ký | - Bùi Huy Tuấn, Lê Thanh Tâm – Kiều                                                              |
| Thiết kế mĩ thuật xuất sắc | Quay phim xuất sắc                                                                               |
| - Phạm Hùng – Gái già lắm chiêu V | - Diệp Thế Vinh – Bố già                                                                         |

### Phim truyền hình
| Phim truyền hình xuất sắc | |
| - Hồ sơ cá sấu - Hướng dương ngược nắng - Tình yêu và tham vọng - Yêu hơn cả bầu trời - Cô gái nhà người ta - Cát đỏ - Nhà trọ Balanha - Kẻ sát nhân cô độc - Sinh tử - Lửa ấm - Trói buộc yêu thương - Đừng bắt em phải quên - Lựa chọn số phận - Trở về giữa yêu thương - Hải đường trong gió - Luật trời | |
| Đạo diễn xuất sắc | Biên kịch xuất sắc |
| - Nghệ sĩ ưu tú Nguyễn Mai Hiền – Hồ sơ cá sấu | - Tạ Hồng Minh – Hồ sơ cá sấu |
| Nam diễn viên chính xuất sắc | Nữ diễn viên chính xuất sắc |
| - Mạnh Trường – vai Hải, Hồ sơ cá sấu | - Lương Thu Trang – vai Minh, Hướng dương ngược nắng - Diễm My – vai Phan Hoàng Linh, Tình yêu và tham vọng - Thúy Ngân – vai Hải Đường Hải đường trong gió |
| Nam diễn viên phụ xuất sắc | Nữ diễn viên phụ xuất sắc |
| - Thanh Sơn – vai Sơn, Tình yêu và tham vọng - Hữu Châu – vai ông Phong, Trói buộc yêu thương - Thạch Ngọc Khánh – vai Tư, Cát đỏ | - Tuyết Hương – vai Đủ, Cát đỏ - Lan Phương – vai Dung, Trói buộc yêu thương - Hương Giang – vai Mận, Cô gái nhà người ta                                   |
| Quay phim xuất sắc | |
| - Trần Kim Vũ – Cát đỏ | |

### Phim tài liệu
| Phim tài liệu xuất sắc |                                            |
| - Phạm Ngọc Thạch: người thầy thuốc trọng nghĩa thương dân - Chuyện tuổi già - Cảm ơn Việt Nam - Danh họa Diệp Minh Châu - Người mẹ - Ngày về - Đoạn trường vinh hoa - 365 ngày |                                            |
| Đạo diễn xuất sắc | Quay phim xuất sắc                         |
| - Nguyễn Hồng Việt – Cảm ơn Việt Nam - Phùng Ngọc Tú – Chuyện tuổi già | - Tạ Đức Nguyên - Những ngả đường sáng tối |

### Phim khoa học
| Phim xuất sắc                                                                                       |                                                             |
| - Tắc mạch xạ trị - Tôi đi tìm ngọt - Phải sống - Asen – Sát thủ vô hình - Thiên nhiên và con người |                                                             |
| Đạo diễn xuất sắc                                                                                   | Quay phim xuất sắc                                          |
| - Huỳnh Bá Phúc – Tôi đi tìm ngọt                                                                   | - Nguyễn Tài Việt, Chu Văn Vui, Dương Văn Thuân – Phải sống |

### Phim hoạt hình
| Phim xuất sắc |                           |
| - Truyền thuyết Gươm Thần - Người thầy của muôn đời - Cuộc sống tuyệt đẹp - Khúc gỗ mục - Sự tích Hoa Thiên Điểu |                           |
| Đạo diễn xuất sắc                                                                                                | Họa sĩ chính xuất sắc     |
| - Nghệ sĩ ưu tú Phạm Hồng Sơn – Cuộc sống tuyệt đẹp                                                              | - Người thầy của muôn đời |

### Phim ngắn
| Phim xuất sắc                                                                    |
| - Một cõi đi về - Đường cao tốc - Cơm rác - Ba lô - Có lẽ tôi là người giàu nhất |

### Công trình nghiên cứu, lý luận, phê bình
Giải Cánh diều 2020 không có Cánh Diều Vàng và bằng khen cho hạng mục này, chỉ có 2 giải Cánh Diều Bạc:
- Truyền hình Việt Nam quá khứ và hiện tại
  - Thể loại: sách
  - Tác giả: Nghệ sĩ ưu tú Nguyễn Lê Văn, Đỗ Ngọc Việt Dũng
  - Xuất bản: Nhà xuất bản Hội Nhà văn.
- Thể loại phim truyện điện ảnh
  - Thể loại: Giáo trình chuyên ngành
  - Tác giả: Phó giáo sư, Tiến sĩ Vũ Ngọc Thanh
  - Xuất bản: Nhà xuất bản Đại học Sư phạm Thành phố Hồ Chí Minh, Trường Đại học Sân khấu – Điện ảnh Thành phố Hồ Chí Minh